# Фізичні константи
Фізи́чна ста́ла — фізична величина, яка має незмінне значення за визначених обставин в обраній системі одиниць.
Фундаментальна фізична стала (універсальна константа) — фізична стала, значення якої, визначене експериментально в обраній системі одиниць, містить інформацію про найзагальніші (фундаментальні) властивості матерії і є незмінним за будь-яких умов. Вона характеризує не окремі тіла, а фізичні властивості нашого світу в цілому. Фундаментальні фізичні константи використовують у теоретичній фізиці при математичному описі навколишнього світу. Часто сюди також відносять і деякі інші фізичні сталі, так чи інакше пов'язані з конкретними тілами.
Слово стала або константа означає, що чисельне значення цієї величини не змінюється з часом. В реальності це може бути і не так. Наприклад, в останні роки з'явилися припущення, що стала тонкої структури змінюється впродовж еволюції Всесвіту. Проте навіть якщо величини і змінюються з часом, то надзвичайно повільно, і скільки-небудь помітних змін варто чекати лише на масштабах співмірних з віком Всесвіту.
Більшість фізичних сталих є розмірнісними величинами, тільки деякі з них безрозмірнісні (величини з розмірністю одиниця). Числове значення розмірної величини залежить від вибору одиниць вимірювання. Проте числові значення безрозмірнісних констант є фундаментальнішими, оскільки вони не залежать від вибору системи одиниць.

## Фундаментальні фізичні константи
| Величина                              | Символ                | Значення в системі SI         | Примітки |
| ------------------------------------- | --------------------- | ----------------------------- | -------- |
| швидкість світла у вакуумі            | {\displaystyle c_{0}} | 299 792 458 м·с−1             | точно    |
| стала Планка (елементарний квант дії) | h                     | 6,626 070 15×10−34 Дж·с       | точно    |
| гравітаційна стала                    | G                     | 6,67428(67)×10−11 м³·кг−1·с−2 | a        |
| абсолютний нуль                       | Т                     | 0 К= -273.15 °C               | точно    |
| елементарний заряд                    | e                     | 1,602 176 634×10−19 Кл        | точно    |

## Розмірні комбінації фундаментальних констант
| Назва            | Символ                                      | Значення              | Примітки |
| ---------------- | ------------------------------------------- | --------------------- | -------- |
| планківська маса | {\displaystyle m_{p}=(\hbar c/G)^{1/2}}     | 2,176 44(11)×10−8 кг  | a        |
| Довжина Планка   | {\displaystyle l_{p}=(\hbar G/c^{3})^{1/2}} | 1,616 252(81)×10−35 м | a        |
| планківський час | {\displaystyle t_{p}=(\hbar G/c^{5})^{1/2}} | 5,391 24(27)×10−44 с  | a        |

## Деякі інші константи
| Назва                                                                     | Позначення                          | Значення                 |
| ------------------------------------------------------------------------- | ----------------------------------- | ------------------------ |
| Магнітна стала                                                            | {\displaystyle \mu _{0}}            | 1.2566370614×10−6 Гн·м−1 |
| Електрична константа                                                      | {\displaystyle \varepsilon _{0}}    | 8.85418783×10−12 Ф/м     |
| Прискорення вільного падіння (нормальне)                                  | {\displaystyle g}                   | 9.80665 м/с2             |
| Гравітаційна стала                                                        | {\displaystyle G}                   | 6.6720 ×10−11 Н·м²/кг2   |
| Стала Больцмана                                                           | {\displaystyle k_{B}}               | 1.380662× 10−23 Дж/К     |
| Нормальний атмосферний тиск                                               | Pn                                  | 101325 Па                |
| Стала Стефана — Больцмана                                                 | {\displaystyle C}                   | 5.67× 10−8 Вт/(м²·К4)    |
| Універсальна газова стала                                                 | {\displaystyle R}                   | 8.31441 Дж/(К·моль)      |
| Енергетичний еквівалент маси                                              |                                     | 8.987× 1016 Дж/(кг)      |
| Електронвольт                                                             | eВ                                  | 1.6× 10−19 Дж            |
| Об'єм одного моля ідеального газу за нормальних умов                      |                                     | 22.415×1016 л/моль       |
| Температурний коефіцієнт розширення ідеальних газів                       | {\displaystyle \alpha }             | 0.00366 (° С)−1          |
| Число Авогадро                                                            | {\displaystyle N_{a}}               | 6.022045 ×1023 моль−1    |
| Стала Лошмідта                                                            | {\displaystyle N_{L}}               | 2.687× 1020 молекул·см−3 |
| Стала Фарадея (валентність 1)                                             | {\displaystyle F}                   | 96484.56 Кл/моль         |
| Елементарний заряд (заряд електрона)                                      | {\displaystyle e}                   | 1.6021892 ×10−19 Кл      |
| Відношення заряду електрона до його маси                                  | {\displaystyle {e \over m_{e}}}     | 1.76 ×1011 Кл/кг         |
| Інваріантна маса електрона                                                | {\displaystyle m_{e}}               | 9.109534 ×10−31 кг       |
| Інваріантна маса протона                                                  | {\displaystyle m_{p}}               | 1.6726485 ×10−27 кг      |
| Інваріантна маса нейтрона                                                 | {\displaystyle m_{n}}               | 1.6749543× 10−27 кг      |
| Інваріантна маса мюона                                                    | {\displaystyle m_{\mu }}            | 1.883× 10−28 кг          |
| Відношення мас протона й електрона                                        | {\displaystyle {m_{p} \over m_{e}}} | 1836.15267261(85)        |
| Атомна одиниця маси                                                       | а.о.м.                              | 1.6605655(86) ×10−27 кг  |
| Класичний радіус електрона                                                | {\displaystyle r_{e}}               | 2.817938× 10−15 м        |
| Маса атома водню                                                          | {\displaystyle 1_{H}}               | 1.007825036 а.о.м.       |
| Відношення маси протона до маси електрона                                 | {\displaystyle {m_{p} \over m_{e}}} | 1836.15152(70)           |
| Стала Рідберга                                                            | {\displaystyle R_{\infty }}         | 10973731.77 м−1          |
| Об'єм одного моля ідеального газу при нормальних умовах (101,3 кПа, 0 °C) | {\displaystyle V_{m}}               | 22.41383×10−3 м³/моль    |